# The 11th Hour (computerspel)
The 11th Hour is een computerspel ontwikkeld door Trilobyte en uitgebracht door Virgin Interactive. Het spel werd uitgebracht in 1995 voor Windows en DOS en in 1997 voor de MAC. Het is een vervolg van The 7th Guest.
Het spel neemt 60 jaar later plaats na de gebeurtenissen van het eerste spel. Het is nu 1995 en de speler, Carl Denning Jr., is een reporter voor de televisieserie "Case Unsolved". Robin Morales, zijn producer, is verdwenen terwijl hij informatie aan het zoeken was over Henry Stauf, de verdwijningen en moorden in het onbekende stadje Harley on the Hudson.
Overal speelt het spel hetzelfde als zijn voorganger met dezelfde puzzel gebaseerde gameplay. Het spel heeft wel een duistere en meer volwassen sfeer dan The 7th Guest.

## Uitgaven
- DOS (1995)
- Macintosh (1997)
- Windows (1995)

## Ontvangst
| Beoordeeld door       | Platform  | Datum         | Score |
| --------------------- | --------- | ------------- | ----- |
| Freak                 | Macintosh | april 1995    | 95%   |
| Freak                 | DOS       | april 1995    | 90%   |
| Quandary              | DOS       | januari 1996  | 80%   |
| Quandary              | Windows   | januari 1996  | 80%   |
| Game Revolution       | Windows   | 5 juni 2004   | 67%   |
| Adventure Lantern     | Windows   | augustus 2006 | 64%   |
| Power Play            | DOS       | januari 1996  | 61%   |
| PC Games (Duitsland)  | DOS       | januari 1996  | 48%   |
| PC Player (Duitsland) | DOS       | januari 1996  | 39%   |
| All Game Guide        | Windows   | 2007          | 30%   |